# العلاقات الفيجية النيوزيلندية
العلاقات الفيجية النيوزيلندية هي العلاقات الثنائية التي تجمع بين فيجي ونيوزيلندا.

## مقارنة بين البلدين
هذه مقارنة عامة ومرجعية للدولتين:
| وجه المقارنة                                              | فيجي                                                                 | نيوزيلندا                                              |
| --------------------------------------------------------- | -------------------------------------------------------------------- | ------------------------------------------------------ |
| المساحة (كم2)                                             | 18.27 ألف                                                            | 268.02 ألف                                             |
| عدد السكان (نسمة)                                         | 915.30 ألف                                                           | 4.24 مليون                                             |
| الكثافة السكانية (ن./كم²)                                 | 50.1                                                                 | 15.82                                                  |
| العاصمة                                                   | سوفا                                                                 | ويلينغتون، أوكلاند                                     |
| اللغة الرسمية                                             | لغة إنجليزية، اللغة الفيجية، اللغة الفيجي الهندية، اللغة الهندستانية | لغة إنجليزية، اللغة الماورية، لغة الإشارة النيوزيلندية |
| العملة                                                    | دولار فيجي                                                           | دولار نيوزيلندي، الجنيه النيوزيلندي                    |
| الناتج المحلي الإجمالي (بليون دولار)                      | 5.06 مليار                                                           | 205.85 مليار                                           |
| الناتج المحلي الإجمالي (تعادل القوة الشرائية) بليون دولار | 8.32 مليار                                                           |                                                        |
| الناتج المحلي الإجمالي الاسمي للفرد دولار أمريكي          | 4.96 ألف                                                             |                                                        |
| الناتج المحلي الإجمالي للفرد دولار أمريكي                 | 8.79 ألف                                                             |                                                        |
| مؤشر التنمية البشرية                                      | 0.727                                                                | 0.914                                                  |
| رمز المكالمات الدولي                                      | +679                                                                 | +64                                                    |
| رمز الإنترنت                                              | .fj                                                                  | .nz                                                    |
| المنطقة الزمنية                                           | ت ع م+12:00                                                          | ت ع م+13:00، ت ع م+12:00                               |

## مدن متوأمة
في ما يلي قائمة باتفاقيات التوأمة بين مدن فيجية ونيوزيلندية:
- ترتبط نادي مع أوكلاند باتفاقية توأمة.

## منظمات دولية مشتركة
يشترك البلدان في عضوية مجموعة من المنظمات الدولية، منها:
| علم المنظمة | اسم المنظمة                               | تاريخ انضمام فيجي | تاريخ انضمام نيوزيلندا |
| ----------- | ----------------------------------------- | ----------------- | ---------------------- |
|             | المنظمة الهيدروغرافية الدولية             | ?                 | ?                      |
|             | الاتحاد البريدي العالمي                   | ?                 | ?                      |
|             | بنك التنمية الآسيوي                       | 1970              | 1966                   |
|             | يونسكو                                    | 14 يوليو 1983     | 4 نوفمبر 1946          |
|             | البنك الدولي للإنشاء والتعمير             | 28 مايو 1971      | 31 أغسطس 1961          |
|             | منظمة التجارة العالمية                    | ?                 | ?                      |
|             | وكالة ضمان الاستثمار متعدد الأطراف        | 24 سبتمبر 1990    | 22 أبريل 2008          |
|             | الاتحاد الدولي للاتصالات                  | 5 مايو 1971       | 3 يونيو 1878           |
|             | منظمة الشرطة الجنائية الدولية             | ?                 | ?                      |
|             | مؤسسة التمويل الدولية                     | 12 يوليو 1979     | 31 أغسطس 1961          |
|             | الأمم المتحدة                             | 13 أكتوبر 1970    | 24 أكتوبر 1945         |
|             | مؤسسة التنمية الدولية                     | 29 سبتمبر 1972    | 1 أكتوبر 1974          |
|             | منظمة حظر الأسلحة الكيميائية              | ?                 | ?                      |
|             | المركز الدولي لتسوية المنازعات الاستشارية | 10 سبتمبر 1977    | 2 مايو 1980            |

## وصلات خارجية
- موقع وزارة الخارجية الفيجية
- موقع وزارة الخارجية النيوزيلندية